# دریاچه بلد
دریاچه بلد (اسلوونیایی: Blejsko jezero) دریاچه‌ای در رشته‌کوه جولین در شمال غرب کشور اسلوونی و در نزدیکی شهر بلد است.این دریاچه در ۳۵ کیلومتری فرودگاه لیوبلیانا و در ۵۵ کیلومتری شهر لیوبلیانا (پایتخت اسلوونی) واقع شده است.
این دریاچه ۲٬۱۲۰ متر طول، ۱٬۳۸۰ متر عرض و حداکثر ۲۹٬۵ متر عمق دارد.
دریاچه بلد طبیعت چشم‌نوازی دارد.اطراف دریاچه را کوه و جنگل احاطه کرده و قلعه بلد در ساحل شمالی دریاچه واقع شده است.هم‌چنین دره زاکا در غربی‌ترین نقطه دریاچه واقع است.همین ویژگی‌ها این دریاچه را به مقصدی برای گردشگران تبدیل کرده است.
مسابقات قهرمانی روئینگ جهان در سال‌های ۱۹۶۶، ۱۹۷۹، ۱۹۸۹ و ۲۰۱۱ در همین دریاچه برگزار شد.